# Торре-Пелличе
Торре-Пелличе (итал. Torre Pellice, пьем. La Tor dël Pélis, окс. La Torre de Pèlis) — коммуна в Италии, располагается в области Пьемонт, в провинции Турин. Находится на границе с Францией.
Население коммуны составляет 4573 человека (2008 г.), плотность населения составляет 218 чел./км². Занимает площадь 21 км². Почтовый индекс — 10066. Телефонный код — 0121.
Город является центром Церкви вальденсов Италии.
Покровителем коммуны почитается святитель Мартин Турский, празднование 11 ноября.

## История
Начиная с XII века здесь начинают селиться вальденсы. Они активно подвергались преследованиям со стороны католических властей, пока в 1848 году королём Сардинии им не были дарованы все гражданские права и возможность свободно исповедовать свою веру. Тогда вальденсами в 1852 году в городе было построено здание церкви в неороманском стиле.

## Демография
Динамика населения:

## Почётные граждане
- Умберто Эко (1932─2016) ─ итальянский учёный, писатель и публицист.

## Города-побратимы
- Гуардия-Пьемонтезе, Италия
- Мёрфельден-Вальдорф, Германия
- Гийестр, Франция
- Валдес, США

## Администрация коммуны
- Официальный сайт: https://web.archive.org/web/20070929142753/http://www.valpellice.to.it/sottosezione.php3?id_rubrique=59